# Chrysops
Chrysops är ett släkte av tvåvingar. Chrysops ingår i familjen bromsar.

## Dottertaxa tillChrysops, i alfabetisk ordning[1][2]
- Chrysops abaptistus
- Chrysops abavius
- Chrysops aberrans
- Chrysops additus
- Chrysops aeneus
- Chrysops aestuans
- Chrysops affinis
- Chrysops alajuelensis
- Chrysops albicinctus
- Chrysops alleni
- Chrysops alter
- Chrysops altivagus
- Chrysops amazon
- Chrysops angaricus
- Chrysops angolensis
- Chrysops anthrax
- Chrysops aprugnus
- Chrysops argentinus
- Chrysops armeniensis
- Chrysops asbestos
- Chrysops ater
- Chrysops atlanticus
- Chrysops atrinus
- Chrysops atrivittatus
- Chrysops auroguttatus
- Chrysops austeni
- Chrysops australis
- Chrysops balzaphire
- Chrysops basalis
- Chrysops beameri
- Chrysops berta
- Chrysops bicolor
- Chrysops bifasciatus
- Chrysops bifurcatus
- Chrysops bimaculosus
- Chrysops bishoppi
- Chrysops bistellatus
- Chrysops bivittatus
- Chrysops boliviensis
- Chrysops bonariensis
- Chrysops brevifascius
- Chrysops brimleyi
- Chrysops brucei
- Chrysops brunneus
- Chrysops bulbicornis
- Chrysops buxtoni
- Chrysops caecutiens
- Chrysops calidus
- Chrysops callidus
- Chrysops calogaster
- Chrysops calopterus
- Chrysops carbonarius
- Chrysops centurionis
- Chrysops cervulus
- Chrysops chaharicus
- Chrysops chiefengensis
- Chrysops chiriquensis
- Chrysops chusanensis
- Chrysops ciliaris
- Chrysops cincticornis
- Chrysops clavicornis
- Chrysops coloradensis
- Chrysops compactus
- Chrysops concavus
- Chrysops connexus
- Chrysops coquilletti
- Chrysops costaricensis
- Chrysops croceus
- Chrysops crucians
- Chrysops cuclux
- Chrysops currani
- Chrysops cursim
- Chrysops dacne
- Chrysops dampfi
- Chrysops dawsoni
- Chrysops decipiens
- Chrysops delicatulus
- Chrysops deqenensis
- Chrysops designatus
- Chrysops dimidiatus
- Chrysops dimmocki
- Chrysops discalis
- Chrysops dispar
- Chrysops dissectus
- Chrysops dissimilis
- Chrysops distinctipennis
- Chrysops divaricatus
- Chrysops divisus
- Chrysops dixianus
- Chrysops dorosovittatus
- Chrysops dorsopunctus
- Chrysops dubiens
- Chrysops ecuadorensis
- Chrysops excitans
- Chrysops facialis
- Chrysops fairchildi
- Chrysops fasciatus
- Chrysops fascipennis
- Chrysops fixissimus
- Chrysops flavescens
- Chrysops flavidus
- Chrysops flavipennis
- Chrysops flavipes
- Chrysops flaviscutellatus
- Chrysops flaviventris
- Chrysops flavocallus
- Chrysops flavocinctus
- Chrysops flavoscutellatus
- Chrysops flinti
- Chrysops formosus
- Chrysops frazari
- Chrysops frigidus
- Chrysops frontalis
- Chrysops fuliginosus
- Chrysops fulvaster
- Chrysops fulvistigma
- Chrysops funebris
- Chrysops furcatus
- Chrysops fusciapex
- Chrysops fuscipennis
- Chrysops fuscomarginalis
- Chrysops geminatus
- Chrysops godinhoi
- Chrysops gracilis
- Chrysops grandis
- Chrysops griseicollis
- Chrysops gutipennis
- Chrysops hamatus
- Chrysops harmani
- Chrysops hinei
- Chrysops hirsuticallus
- Chrysops hubbardi
- Chrysops hyalinus
- Chrysops hyalipennis
- Chrysops ifasi
- Chrysops incisuralis
- Chrysops incisus
- Chrysops inconspicuus
- Chrysops indianus
- Chrysops indus
- Chrysops infernalis
- Chrysops inflaticornis
- Chrysops insulensis
- Chrysops intrudens
- Chrysops italicus
- Chrysops japonicus
- Chrysops laetus
- Chrysops langi
- Chrysops laniger
- Chrysops lateralis
- Chrysops laticeps
- Chrysops latifasciatus
- Chrysops latifrons
- Chrysops latitibialis
- Chrysops leucopsilus
- Chrysops liaoningensis
- Chrysops longicornis
- Chrysops luteopennis
- Chrysops lutzi
- Chrysops macquarti
- Chrysops madagascarensis
- Chrysops magnificus
- Chrysops makerovi
- Chrysops matilei
- Chrysops mauritanicus
- Chrysops maximus
- Chrysops melaenus
- Chrysops melicharii
- Chrysops mexicanus
- Chrysops mitis
- Chrysops mlokosiewiczi
- Chrysops moechus
- Chrysops molestus
- Chrysops montanus
- Chrysops mutatus
- Chrysops neavei
- Chrysops neobrasiliensis
- Chrysops niger
- Chrysops nigribimbo
- Chrysops nigricorpus
- Chrysops nigripes
- Chrysops nigrobasalis
- Chrysops noctifer
- Chrysops obliquefasciatus
- Chrysops obsoletus
- Chrysops okavangoensis
- Chrysops olivaceus
- Chrysops omissus
- Chrysops oxianus
- Chrysops pachycerus
- Chrysops pachycnemius
- Chrysops pallidefemoratus
- Chrysops pallidiventris
- Chrysops pallidulus
- Chrysops papuensis
- Chrysops paradesignata
- Chrysops paraguayensis
- Chrysops parallelogrammus
- Chrysops parvifascius
- Chrysops parvulus
- Chrysops passosi
- Chrysops patricia
- Chrysops pauliani
- Chrysops pechumani
- Chrysops pellucidus
- Chrysops perpensus
- Chrysops peruvianus
- Chrysops petersi
- Chrysops pettigrewi
- Chrysops philipi
- Chrysops pikei
- Chrysops piresi
- Chrysops plateauna
- Chrysops potanini
- Chrysops proclivis
- Chrysops provocans
- Chrysops pseudofuscipennis
- Chrysops pudicus
- Chrysops pusillulus
- Chrysops reicherti
- Chrysops relictus
- Chrysops renjifoi
- Chrysops reticulatus
- Chrysops ricardoae
- Chrysops rossi
- Chrysops rufipes
- Chrysops sackeni
- Chrysops sandyi
- Chrysops scalaratus
- Chrysops sejunctus
- Chrysops semiignitus
- Chrysops separatus
- Chrysops sepulcralis
- Chrysops sequax
- Chrysops shermani
- Chrysops signifer
- Chrysops silaceus
- Chrysops silviaris
- Chrysops silvifacies
- Chrysops sinensis
- Chrysops soror
- Chrysops srilankensis
- Chrysops stackelbergi
- Chrysops stackelbergiellus
- Chrysops stekhoveni
- Chrysops stimulans
- Chrysops stonei
- Chrysops streptobalius
- Chrysops striatulus
- Chrysops striatus
- Chrysops suavis
- Chrysops subcaecutiens
- Chrysops subchusanensis
- Chrysops surdus
- Chrysops szechuanensis
- Chrysops tarimi
- Chrysops thailandensis
- Chrysops tidwelli
- Chrysops translucens
- Chrysops trifarius
- Chrysops trisignatus
- Chrysops tristis
- Chrysops tumidicornis
- Chrysops turanicus
- Chrysops univittatus
- Chrysops unizona
- Chrysops upsilon
- Chrysops uruguayensis
- Chrysops validus
- Chrysops vargus
- Chrysops varians
- Chrysops variegatus
- Chrysops weberi
- Chrysops venus
- Chrysops viduatus
- Chrysops vietnamensis
- Chrysops wileyae
- Chrysops willistoni
- Chrysops violovitshi
- Chrysops virgulatus
- Chrysops vittatus
- Chrysops woodi
- Chrysops yamaguchii
- Chrysops yunnanensis
- Chrysops zahrai
- Chrysops zayasi
- Chrysops zinzalus

## Bildgalleri

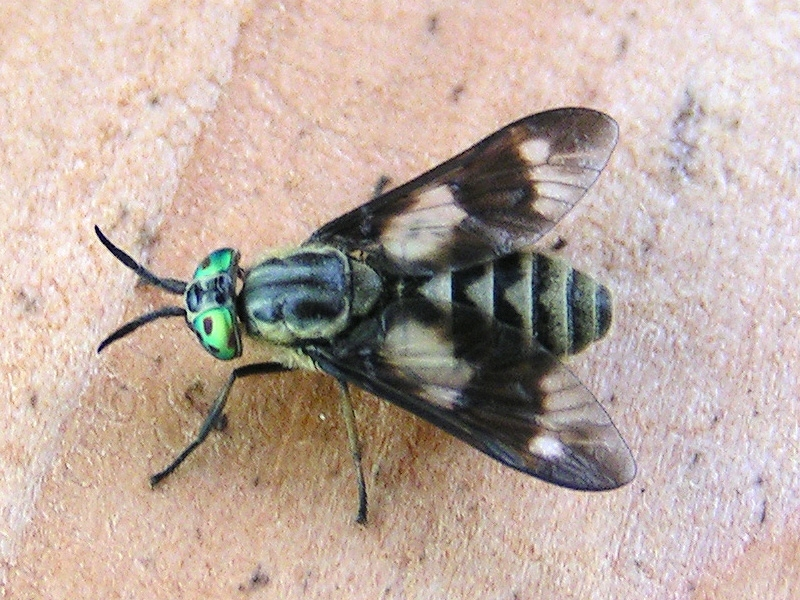
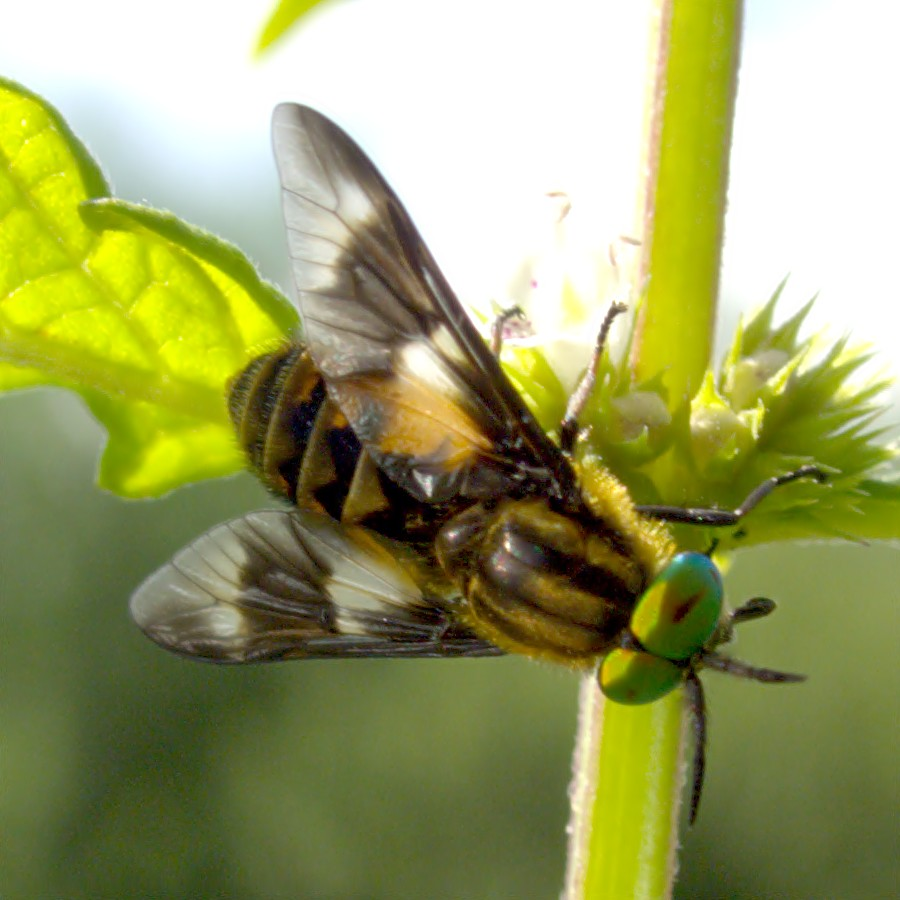
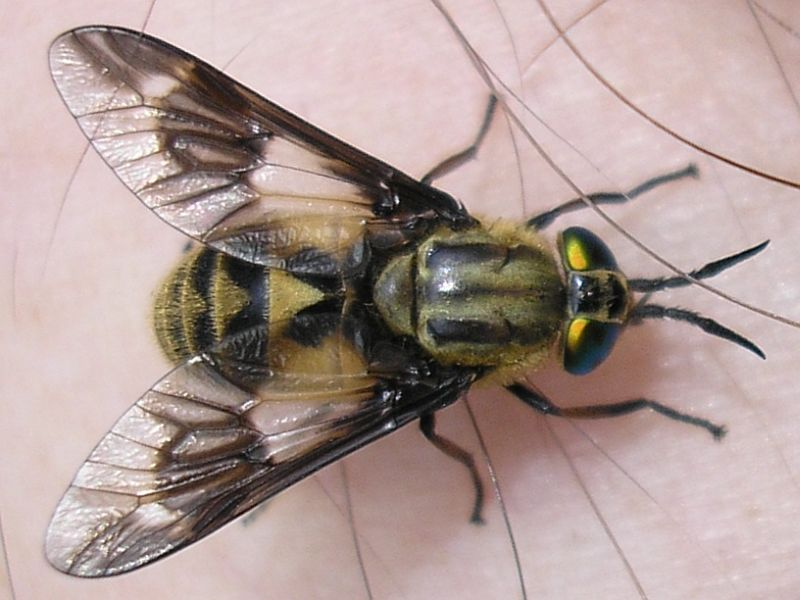
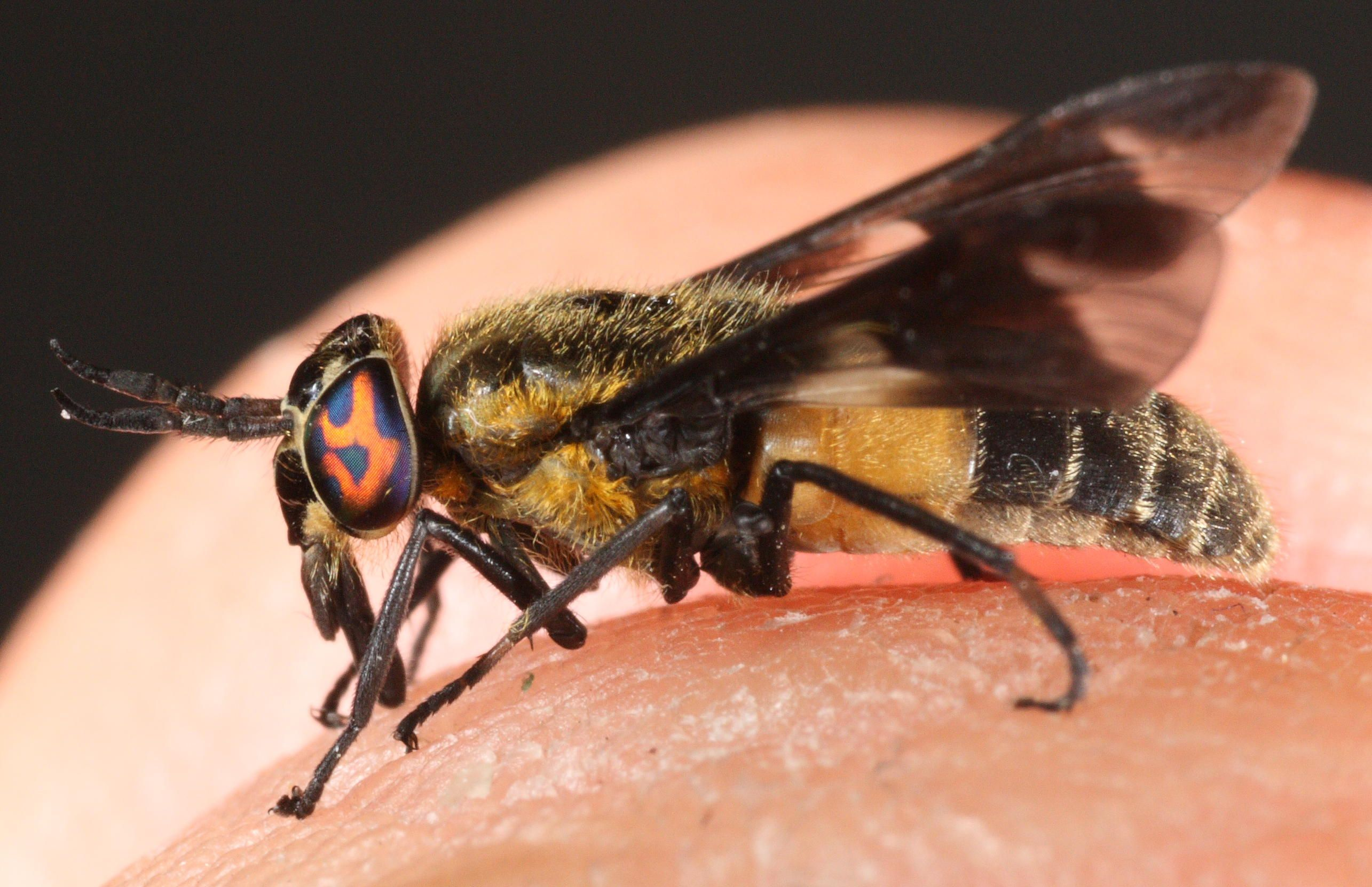
Chrysops caecutiens
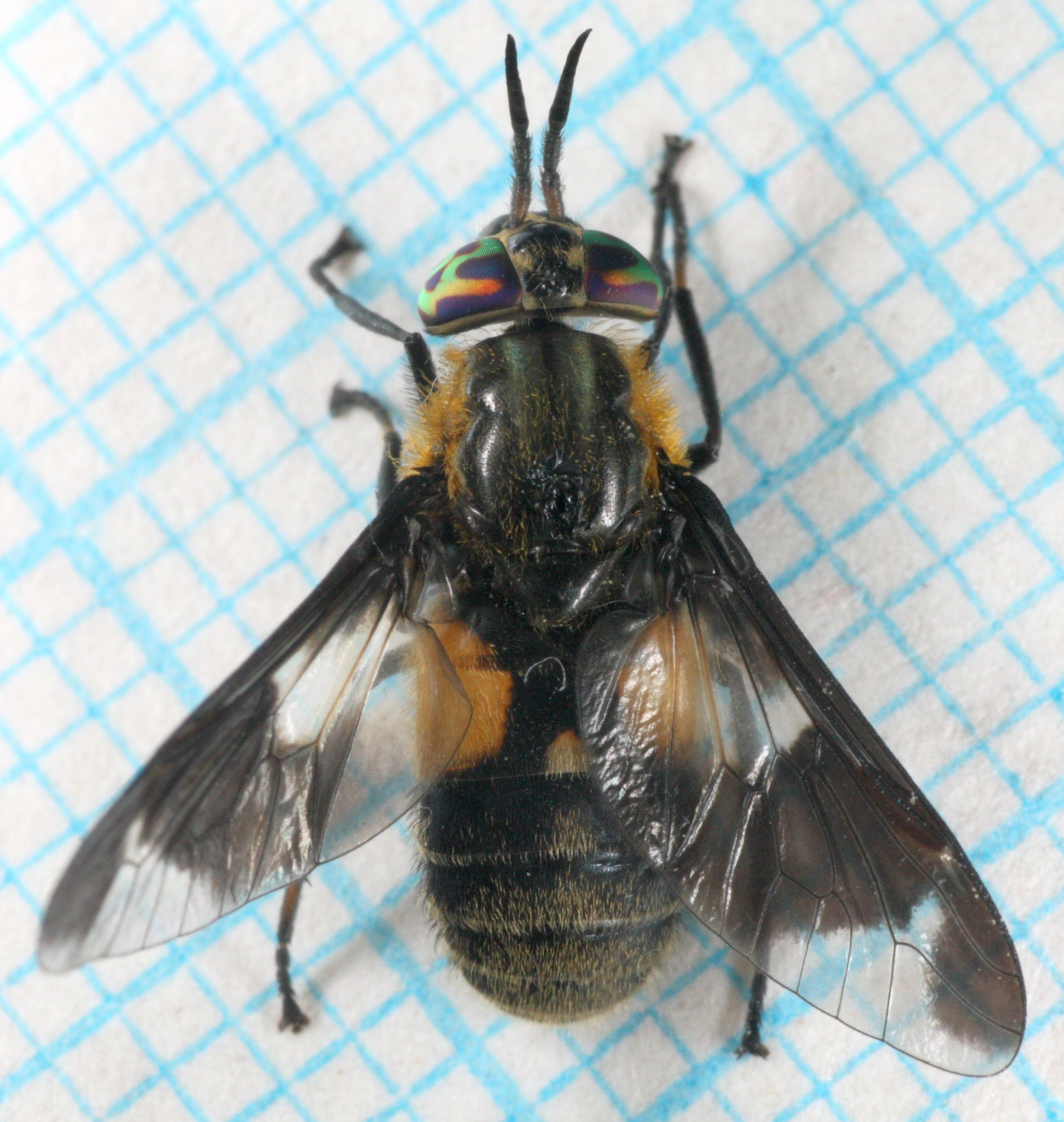
Chrysops caecutiens